# EM i fodbold for kvinder 2001
EM i fodbold for kvinder 2001, også kendt som UEFA Women's Euro 2001, var det ottende EM i fodbold for kvinder, som er en turnering for landshold, der er medlemmer af UEFA. Turneringen fandt sted i Tyskland mellem 23. juni og 7. juli 2001. Den blev vundet af Tyskland med 1–0 sejr i finalen mod Sverige, der blev afgjort med golden goal.

## Slutspil
|  | Semifinaler   | Semifinaler |   |  | Finale        | Finale |  |
|  |               |             |   |  |               |        |  |
|  | 4. juli – Ulm |             |   |  |               |        |  |
|  | Tyskland      | 1           |   |  |               |        |  |
|  | Norge         | 0           |   |  |               |        |  |
|  |               |             |   |  |               |        |  |
|  |               |             |   |  | 7. juli – Ulm |        |  |
|  |               |             |   |  | Tyskland      | 1      |  |
|  |               | Sverige     | 0 |  |               |        |  |
|  |               |             |   |  |               |        |  |
|  |               |             |   |  |               |        |  |
|  |               |             |   |  |               |        |  |
|  | 4. juli – Ulm |             |   |  |               |        |  |
|  | Danmark       | 0           |   |  |               |        |  |
|  | Sverige       | 1           |   |  |               |        |  |

### Semifinaler
| 4. juli 2001 15:05 |

| Tyskland   | 1–0     | Norge |
| ---------- | ------- | ----- |
| Smisek 57' | Rapport |       |

| Donaustadion, Ulm Tilskuere: 13.524 Dommer: Wendy Toms (England) |

| 4. juli 2001 17:30 |

| Danmark | 0–1     | Sverige       |
| ------- | ------- | ------------- |
|         | Rapport | Nordlund 9' · |

| Donaustadion, Ulm Tilskuere: 6.000 Dommer: Katriina Elovirta (Finland) |

### Finalen
| 7. juli 2001 15:00 |

| Tyskland   | 1–0     | Sverige |
| ---------- | ------- | ------- |
| Müller 98' | Rapport |         |

| Donaustadion, Ulm Tilskuere: 18.000 Dommer: Nicole Petignat (Schweiz) |

## Målscorere
3 mål
- Claudia Müller
- Sandra Smisek

2 mål
| - Gitte Krogh - Marinette Pichon - Maren Meinert | - Bettina Wiegmann - Patrizia Panico | - Dagny Mellgren - Hanna Ljungberg |

1 mål
| - Julie Hauge Andersson - Christina Bonde - Julie Rydahl Bukh - Merete Pedersen - Angela Banks - Stéphanie Mugneret-Béghé - Gaelle Blouet | - Francoise Jézéquel - Renate Lingor - Birgit Prinz - Petra Wimbersky - Rita Guarino - Monica Knudsen | - Alexandra Svetlitskaya - Kristin Bengtsson - Sofia Eriksson - Linda Fagerström - Tina Nordlund - Jane Törnqvist |

Selvmål
- Emmanuelle Sykora (i kampen mod Norge)